# Mozambik na Letnich Igrzyskach Olimpijskich 2020
Mozambik na Letnich Igrzyskach Olimpijskich 2020, które odbywały się w Tokio, reprezentowało 10 zawodników - 4 mężczyzn i 6 kobiet.
Był to jedenasty start reprezentacji Mozambiku na letnich igrzyskach olimpijskich.

## Skład kadry

### Boks
| Zawodnik         | Konkurencja            | 1/16             | 1/8              | Ćwierćfinał           | Półfinał         | Finał            | Finał   | Źródło |
| Zawodnik         | Konkurencja            | Przeciwnik Wynik | Przeciwnik Wynik | Przeciwnik Wynik      | Przeciwnik Wynik | Przeciwnik Wynik | Miejsce | Źródło |
| ---------------- | ---------------------- | ---------------- | ---------------- | --------------------- | ---------------- | ---------------- | ------- | ------ |
| Alcinda Panguana | waga półśrednia kobiet | Bye              | Akinyi W RSC     | Gu Hong P 0-5         | NQ               | NQ               | 5.      | [ 2 ]  |
| Rady Gramane     | waga średnia kobiet    | Bye              | Pachito W 4-1    | Magomiedalijewa P 1-4 | NQ               | NQ               | 5.      | [ 3 ]  |

### Judo
| Zawodnik      | Konkurencja | 1/16                | 1/8                 | Ćwierćfinał         | Półfinał            | Repasaże            | Finał / 3.miejsce   | Finał / 3.miejsce | Źródła |
| Zawodnik      | Konkurencja | Przeciwniczka Wynik | Przeciwniczka Wynik | Przeciwniczka Wynik | Przeciwniczka Wynik | Przeciwniczka Wynik | Przeciwniczka Wynik | Pozycja           | Źródła |
| ------------- | ----------- | ------------------- | ------------------- | ------------------- | ------------------- | ------------------- | ------------------- | ----------------- | ------ |
| Kevin Loforte | -66 kg (m)  | Shmailov W 00-11    | NQ                  | NQ                  | NQ                  | NQ                  | NQ                  | 17.               | [ 4 ]  |

### Kajakarstwo
| Zawodnik     | Konkurencja    | Eliminacje | Eliminacje | Ćwierćfinały | Ćwierćfinały | Półfinały | Półfinały | Finał A/B | Finał A/B | Pozycja | Źródło |
| Zawodnik     | Konkurencja    | Czas       | Pozycja    | Czas         | Pozycja      | Czas      | Pozycja   | Czas      | Pozycja   | Pozycja | Źródło |
| ------------ | -------------- | ---------- | ---------- | ------------ | ------------ | --------- | --------- | --------- | --------- | ------- | ------ |
| Joaquim Lobo | C-1 1000 m (m) | 4:49,676   | 6.         | NQ           | NQ           | NQ        | NQ        | NQ        | NQ        | NQ      | [ 5 ]  |

### Lekkoatletyka
| Zawodnik              | Konkurencja            | Eliminacje | Eliminacje | Półfinał | Półfinał | Finał | Finał   | Źródło |
| Zawodnik              | Konkurencja            | Wynik      | Miejsce    | Wynik    | Miejsce  | Wynik | Miejsce | Źródło |
| --------------------- | ---------------------- | ---------- | ---------- | -------- | -------- | ----- | ------- | ------ |
| Creve Armando Machava | 400 m przez płotki (m) | 50,37      | 5.         | NQ       | NQ       | NQ    | NQ      | [ 6 ]  |

### Pływanie
| Zawodnik      | Konkurencja        | Eliminacje | Eliminacje | Półfinał | Półfinał | Finał | Finał   | Źródło              |
| Zawodnik      | Konkurencja        | Czas       | Miejsce    | Czas     | Miejsce  | Czas  | Miejsce | Źródło              |
| ------------- | ------------------ | ---------- | ---------- | -------- | -------- | ----- | ------- | ------------------- |
| Igor Mogne    | 400 m dowolnym (m) | 3:56,56    | 31.        | N/A      | N/A      | NQ    | NQ      | [ 7 ] [ 8 ]         |
| Alicia Mateus | 50 m dowolnym (k)  | 29,63      | 66.        | NQ       | NQ       | NQ    | NQ      | [ 9 ] [ 10 ] [ 11 ] |

### Żeglarstwo
| Zawodnik                      | Konkurencja  | Wyścig | Wyścig | Wyścig | Wyścig | Wyścig | Wyścig | Wyścig | Wyścig | Wyścig | Wyścig | Wyścig | Wyścig | Wyścig | Punkty | Finałowa pozycja | Źródło |
| Zawodnik                      | Konkurencja  | 1      | 2      | 3      | 4      | 5      | 6      | 7      | 8      | 9      | 10     | 11     | 12     | M*     | Punkty | Finałowa pozycja | Źródło |
| ----------------------------- | ------------ | ------ | ------ | ------ | ------ | ------ | ------ | ------ | ------ | ------ | ------ | ------ | ------ | ------ | ------ | ---------------- | ------ |
| Deizy Nhaquile                | Laser Radial | 30     | 41     | 44     | 39     | 44     | 41     | 35     | 44     | 29     | 37     | N/A    | N/A    | NQ     | 340    | 40.              | [ 12 ] |
| Denise Parruque Maria Machava | 470          | 22 DNC | 22 DNC | 18     | 21     | 20     | 21     | 21     | 20     | 18     | 21     | N/A    | N/A    | NQ     | 182    | 21.              | [ 13 ] |

M - Wyścig medalowy